# Nikon F-301
Nikon F-301 (в США и Канаде — N2000) — малоформатный однообъективный зеркальный фотоаппарат компании Nikon, выпускавшийся в Японии с 1985 до 1990 года. Эта камера сменила на рынке любительскую модель Nikon FG и была полностью идентична модели F-501 с автофокусом.

## Особенности
В F-301 предустановка светочувствительности плёнки могла быть произведена как вручную (в диапазоне ISO от 12 до 3200), так и по DX-коду. Считыватель DX-кода был применён фирмой впервые для SLR-камер.
Nikon F-301 стал первой зеркальной камерой Nikon, у которой отсутствовал рычаг перемотки плёнки и взвода затвора. Замок спусковой кнопки одновременно служит переключателем режимов встроенного моторного привода, позволяющего снимать как в покадровом, так и в серийном режиме с частотой до 2,5 кадров в секунду. Модель также стала первой, корпус которой изготовлен с применением поликарбонатов. Источником питания служат 4 батарейки типа AAA, но при использовании батарейного блока MB-3 вместо стандартного MB-4 возможно питание от более распространённых батарей AA.

## Технические характеристики
- Корпус — поликарбонат, металл;
- Штатный объектив — Nikkor 50 мм;

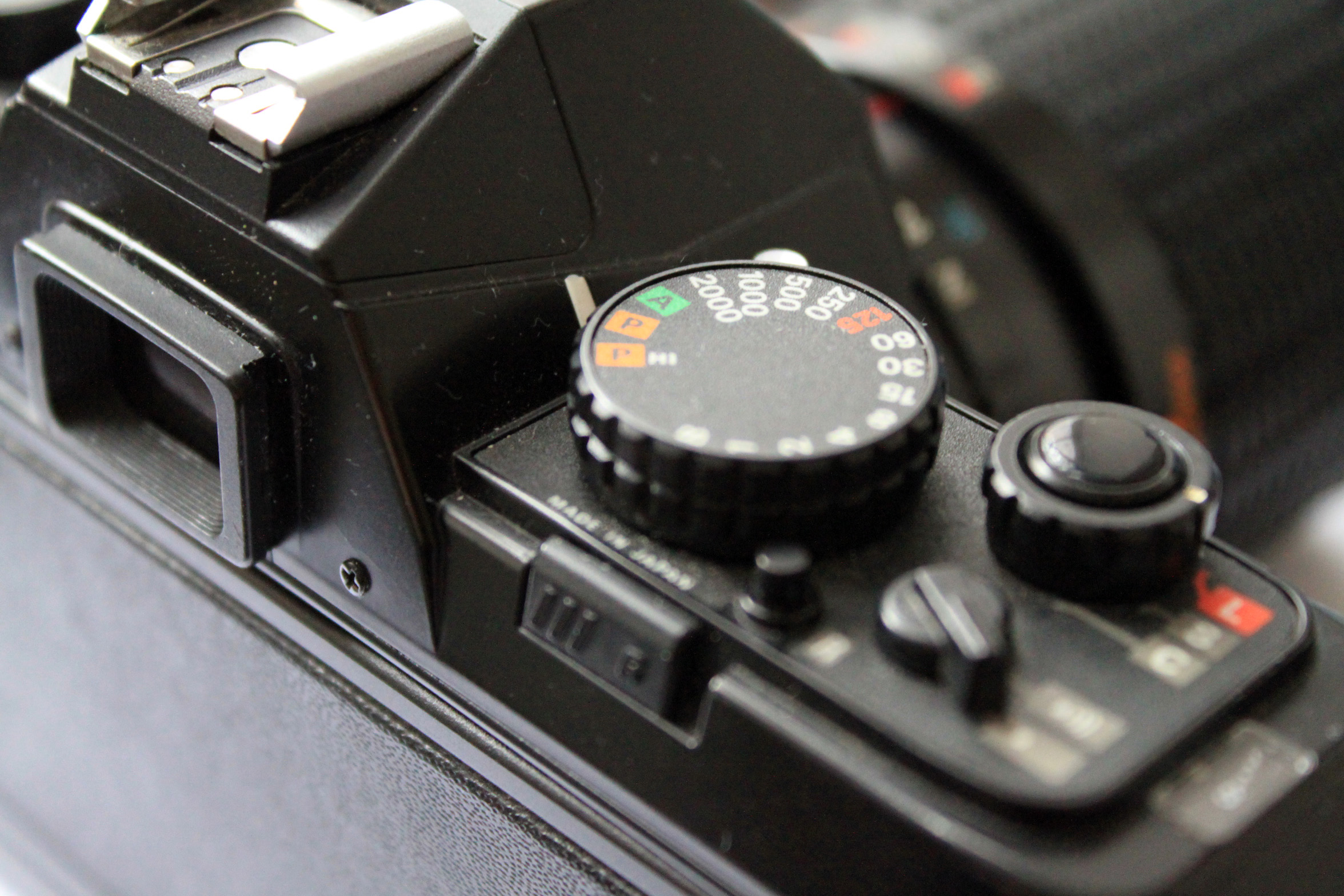
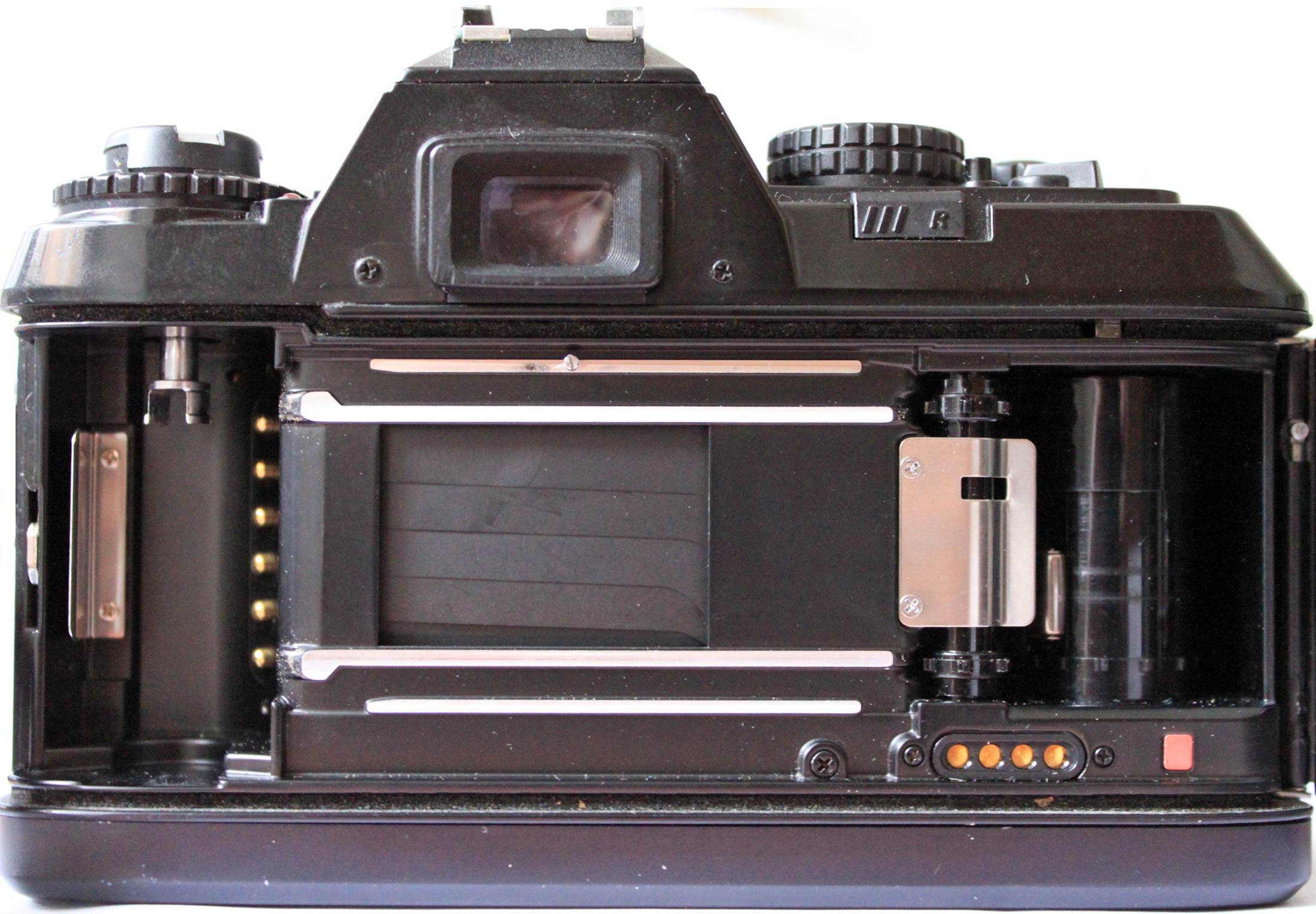

- Затвор с вертикальным движением металлических шторок отрабатывает выдержки в диапазоне от 1/2000 до 1 секунды и ручную. В режиме приоритета диафрагмы и программном выдержки отрабатываются бесступенчато;
- Режимы отработки экспозиции: ручной, приоритет диафрагмы и программный автомат с двумя программами — стандартной и «спортивной». Спортивная программа P-HI настроена на предпочтение экспопар с более короткими выдержками. Диафрагма остаётся полностью открытой до выдержки 1/60 секунды, а при диафрагме f/16 выдержка соответствует 1/2000 секунды[4];
- Обратная перемотка плёнки — автоматическая моторным приводом или ручная рулеткой;
- Счетчик кадров, автоматически сбрасывающийся при открывании задней крышки фотоаппарата;
- Автоспуск — электронный;
- Резьба штативного гнезда — 1/4";